# Dinan Communauté
Koordinaten: 48° 27′ N, 2° 3′ W
Die Dinan Communauté ist ein ehemaliger französischer Gemeindeverband mit der Rechtsform einer Communauté de communes im Département Côtes-d’Armor, dessen Verwaltungssitz sich in dem Ort Dinan befand. Sein Einzugsgebiet lag im Osten des Départements. Der im Jahr 1963 gegründete Gemeindeverband bestand aus 26 Gemeinden und zählt 47.336 Einwohner (Stand 2013) auf einer Fläche von 299,77 km².

## Historische Entwicklung
Die ehemalige Communauté war der älteste Gemeindeverband der Bretagne. Sie entstand im Jahre 1963 als Distrikt mit wenig Kompetenzen. Damals gehörten ihm nur die sieben Gemeinden Aucaleuc, Dinan, Lanvallay, Léhon, Quévert, Taden und Trélivan an. 1988 erhielt dieser Distrikt mehr Kompetenzen. Im Jahr 1994 erhöhte sich der Mitgliedsbestand durch den Beitritt der Gemeinden La Vicomté-sur-Rance, Pleudihen-sur-Rance, Saint-Samson-sur-Rance, Saint-Hélen und Vildé-Guingalan auf zwölf Gemeinden. Bereits ein Jahr später traten mit Bobital, Brusvily, Calorguen, Le Hinglé, Saint-Carné und Trévron weitere sechs Gemeinden dem Gemeindeverband bei. Am 31. Dezember 1999 erhielt der Distrikt den neuen Namen Communauté de Communes de Dinan (CODI). Seine Zuständigkeiten wurden im Lauf der Jahre ständig erweitert. Auf Anfang 2014 nahm CODI die acht Gemeinden des bisherigen Gemeindeverbands Communauté de Communes du Pays d’Évran auf. Die Communauté erhielt deshalb den neuen Namen Dinan Communauté.
Mit Wirkung vom 1. Januar 2017 fusionierte der Gemeindeverband mit der Communauté de communes du Pays de Caulnes und der Communauté de communes Plancoët-Plélan und bildete so die Nachfolgeorganisation Dinan Agglomération.

## Aufgaben des Gemeindeverbands
Da die Mehrzahl der Gemeinden sehr klein war und Bürgermeister (Maires) im Nebenamt hatten, war die Communauté für verschiedene Aufgaben der beteiligten Gemeinden zuständig. Es bestanden sechs Kommissionen und vier Arbeitsgruppen (z. B. für Umweltschutz, Sport, wirtschaftliche Entwicklung, Müllsammlung etc.), welche übergemeindlich tätig waren.

## Ehemalige Mitgliedsgemeinden
Der Dinan Communauté gehörten alle Gemeinden der Kantone Dinan-Est und Évran, die Gemeinde Vildé-Guingalan des Kantons Plélan-le-Petit und mit Ausnahme von Plouër-sur-Rance alle Gemeinden des Kantons Dinan-Ouest an. Die Mitgliedsgemeinden waren:
| Gemeinde               | Einwohner 1. Januar 2022 | Fläche km² | Dichte Einw./km² | Code INSEE | Postleitzahl |
| ---------------------- | ------------------------ | ---------- | ---------------- | ---------- | ------------ |
| Aucaleuc               | 953                      | 6,38       | 149              | 22003      | 22100        |
| Bobital                | 1.143                    | 4,99       | 229              | 22008      | 22100        |
| Brusvily               | 1.155                    | 11,83      | 98               | 22021      | 22100        |
| Calorguen              | 722                      | 8,48       | 85               | 22026      | 22100        |
| Les Champs-Géraux      | 1.053                    | 19,09      | 55               | 22035      | 22630        |
| Dinan                  | 14.966                   | 3,98       | 3.760            | 22050      | 22100        |
| Évran                  | 1.787                    | 23,56      | 76               | 22056      | 22630        |
| Le Hinglé              | 912                      | 3,37       | 271              | 22082      | 22100        |
| Lanvallay              | 4.235                    | 14,61      | 290              | 22118      | 22100        |
| Pleudihen-sur-Rance    | 2.974                    | 24,55      | 121              | 22197      | 22690        |
| Plouasne               | 1.749                    | 33,61      | 52               | 22208      | 22830        |
| Quévert                | 3.963                    | 12,48      | 318              | 22259      | 22100        |
| Le Quiou               | 355                      | 5,06       | 70               | 22263      | 22630        |
| Saint-André-des-Eaux   | 395                      | 5,24       | 75               | 22274      | 22630        |
| Saint-Carné            | 1.140                    | 8,36       | 136              | 22280      | 22100        |
| Saint-Hélen            | 1.535                    | 17,02      | 90               | 22299      | 22100        |
| Saint-Judoce           | 590                      | 10,19      | 58               | 22306      | 22630        |
| Saint-Juvat            | 649                      | 17,41      | 37               | 22308      | 22630        |
| Saint-Samson-sur-Rance | 1.630                    | 6,27       | 260              | 22327      | 22100        |
| Taden                  | 2.599                    | 20,13      | 129              | 22339      | 22100        |
| Tréfumel               | 279                      | 5,81       | 48               | 22352      | 22630        |
| Trélivan               | 2.875                    | 11,10      | 259              | 22364      | 22100        |
| Trévron                | 681                      | 9,60       | 71               | 22380      | 22100        |
| La Vicomté-sur-Rance   | 1.142                    | 4,57       | 250              | 22385      | 22690        |
| Vildé-Guingalan        | 1.294                    | 7,35       | 176              | 22388      | 22980        |

## Veränderungen
Zum 1. Januar 2018 wurde Léhon nach Dinan eingemeindet.